# 福島県道36号小野富岡線
福島県道36号小野富岡線（ふくしまけんどう36ごう おのとみおかせん）は、福島県田村郡小野町から双葉郡富岡町に至る県道（主要地方道）である。

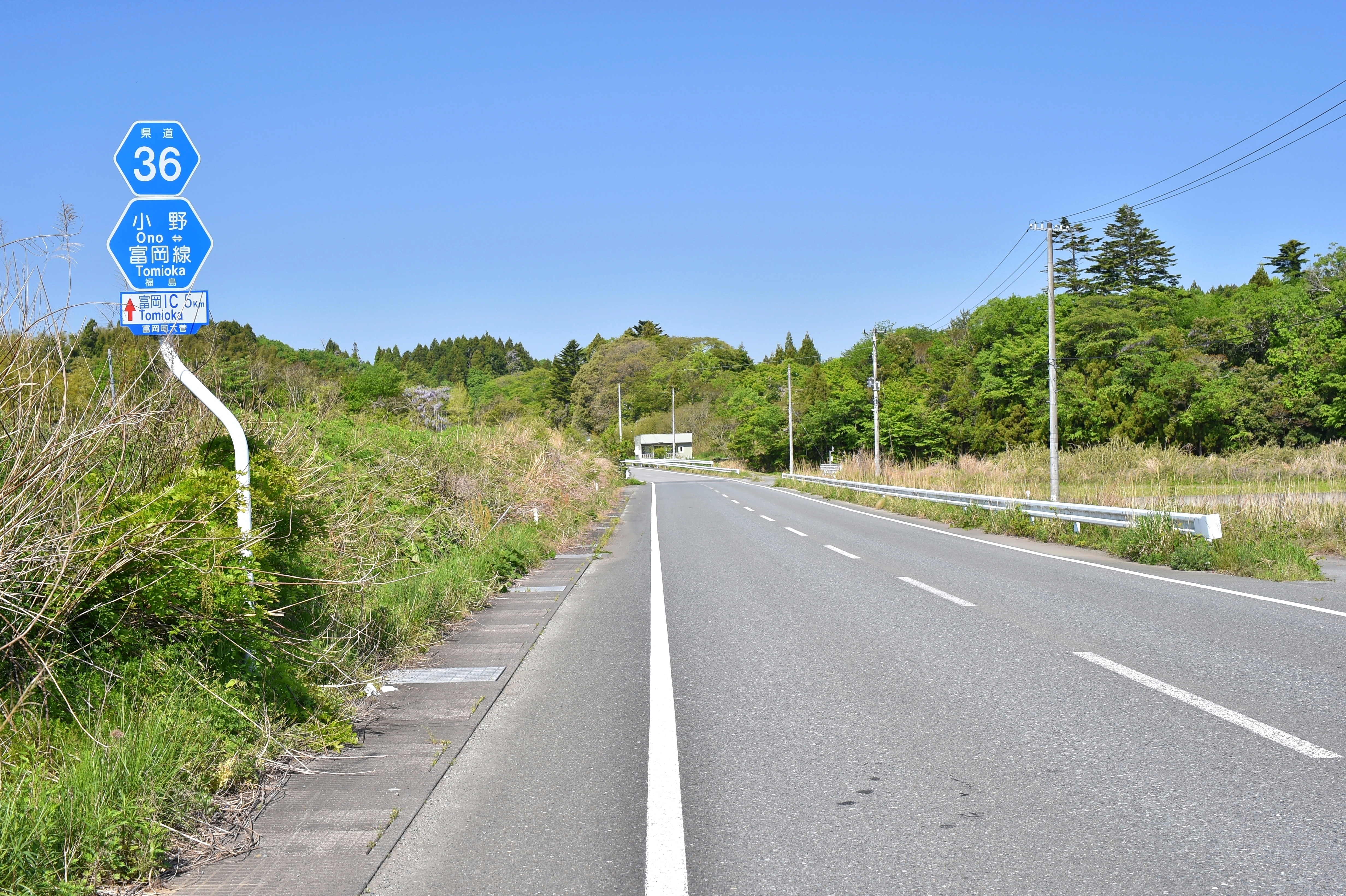
福島県道36号小野富岡線
富岡町大字大菅（2024年5月）

## 概要
田村郡小野町と双葉郡富岡町間を結ぶ主要地方道で、福島県東部の阿武隈高地を東西に横断する路線。福島県が策定した「ふくしま再生復興道路」のひとつであり、福島県道42号矢吹小野線あぶくま高原道路を介し、中通り地方南部と相双地方を結ぶ役割を担う。

### 路線データ
- 起点 : 福島県田村郡小野町大字小野新町字宿ノ後126番1地先（国道349号交点）[1]
　　　福島県田村郡小野町大字小戸神字坪毛（あぶくま高原道路小野インターチェンジ）[1]
- 終点 : 福島県双葉郡富岡町小良ヶ浜字市の沢（国道6号交点）
- 総延長： 50.837 km
  - 実延長：47.045 km[2]

## 歴史
- 1976年（昭和51年）4月1日 - 建設省告示第935号が公布され、福島県道飯豊神俣停車場線、神俣停車場川前線の一部、吉間田滝根線の一部、上川内川前線の一部、富岡大越線の一部、夜ノ森停車場上手岡線の一部、夜ノ森停車場線が主要地方道小野富岡線として指定される。
- 1976年（昭和51年）11月16日 - 福島県によって現行の県道路線に認定される[3]。
- 1993年（平成5年）5月11日 - 建設省から、県道小野富岡線が小野富岡線として主要地方道に指定される[4]。
- 2002年（平成14年）4月24日 - 滝川工区開通[5]。
- 2015年（平成27年）3月24日 - いわき市川前町下桶売字荻地内のバイパス道路「吉間田工区」（延長1.2 km）が開通[6]。
- 2021年（令和3年）3月25日 - いわき市川前町小白井地内のバイパス道路「小白井工区」（延長2.7 km）が開通[7]。
- 2024年（令和6年）4月13日 - 県道吉間田滝根線として事業が進められてきた広瀬工区が開通。合わせて起点・経路を変更し、旧道については福島県道396号神俣停車場小野線・福島県道359号神俣停車場川前線となる[8]。

### 福島第一原子力発電所事故に伴う通行止め
- 2011年（平成23年）3月11日に発生した福島第一原子力発電所事故に伴う、原子力災害対策特別措置法の原子力災害対策本部長権限に基づく警戒区域設定により、4月1日より富岡町滝川トンネルから新夜ノ森まで、4月22日からは川内村下川内から富岡町滝川トンネルの区間が通行止め。
- 2012年（平成24年）4月1日 - 避難区域の再編により、川内村下川内から割山峠までの区間を通行止め解除。
- 2013年（平成25年）3月25日 - 避難区域の再編により、割山峠から富岡町大菅までの区間を通行止め解除。
- 2014年（平成26年）2月22日 - 富岡町大菅から国道6号交点までの区間を事前に申請を受けた許可車両のみ通行可能になる。
- 2014年（平成26年）9月15日に残る区間の通行規制を解除し、全線で一般車両の通行が可能となる[9]。（歩行者、自転車、二輪車は通行禁止）
- 2020年（令和2年）3月4日 - 帰還困難区域の一部避難指示解除（居住は禁止）により、同区間内の二輪車の通行制限解除[10]

## 路線状況

### 重用路線
- 福島県道19号船引大越小野線（田村郡小野町大字小野新町字宿ノ後 - 田村市滝根町広瀬）
- 福島県道66号小名浜小野線（田村郡小野町大字小野新町字仲町 - 田村郡小野町大字小野新町字横町）
- 福島県道145号吉間田滝根線（田村郡小野町大字小戸神字坪毛 - いわき市川前町小白井字将監小屋）
- 福島県道287号上川内川前線（いわき市川前町下桶売 - 双葉郡川内村上川内字町分）
- 国道399号（双葉郡川内村上川内字町分 - 同郡同村下川内字坂シ内）

### 新道・バイパス
広瀬工区
小白井工区（いわき市）
いわき市川前町小白井地内をバイパスする延長2.7 kmの区間。ふくしま復興再生道路として2011年度（平成23年度）に着手し、2021年（令和3年）3月25日に開通した。
- 起点：いわき市川前町小白井字精才
- 終点：いわき市川前町小白井字大小屋
- 全長：2,718m
- 幅員：6.5（9.0）m[12]

吉間田工区（いわき市）
川前町下桶売の荻地区にある急勾配、急カーブの狭隘区間を解消するため、全長2.0 kmの当区間が2006年度（平成18年度）に事業化された。現道拡幅区間の部分開通を経て、残りの1.2 kmの区間が2015年（平成27年）3月24日に開通した。またこれにより福島県道287号上川内川前線との交差点の線形も改良された。旧道は2022年3月1日に県道指定を解除され、いわき市道へ移管された。
- 起点：いわき市川前町小白井字大小屋
- 終点：いわき市川前町下桶売字荻
- 延長：2.0㎞
- 幅員：6.0（7.5）m

道路施設
- 上吉間田橋
- 吉間田大橋

西ノ内工区（双葉郡川内村）
川内村大字上川内 - 大字下川内をバイパスする延長5.0 kmの区間。ふくしま復興再生道路として2011年度（平成23年度）に着手した。このうち西ノ内地区西側の延長1.1 kmが2022年（令和4年）12月23日に開通した。早渡地区の作田橋前後区間延長0.4 kmと西ノ内地区東側の延長0.4 kmは2023年（令和5年）3月31日に開通。同年12月15日には早渡地区の延長0.7 kmが開通している。
五枚沢工区（双葉郡川内村）
東日本大震災以降、復旧作業に当たる大型車の通行量の増加などにより、富岡川に沿う五枚沢地区の狭隘区間の安全性が問題となってきたことから五枚沢工区（第1工区全長2,760 m、第2工区1,620 m）の改良事業として建設され、鍋倉トンネル、新田吾沢橋、毛戸橋を含む540 mの区間が2016年（平成28年）6月20日に開通した。第1工区の残る区間も一部現道拡幅区間の部分供用開始を経て、2018年（平成30年）9月28日に全線が開通した。鍋倉トンネルの旧道部分は2018年（平成30年）7月3日に村道に移管された。現在は終点側の五枚沢2工区の用地取得が進められている。
道路施設
- 新田子沢橋
- 鍋倉トンネル
- 毛戸橋

滝川工区（双葉郡富岡町）
滝川ダム建設に伴う水没区間の道路付替工事として建設された全長4,865 mの区間で、2002年（平成14年）4月24日に開通した。
道路施設
- 滝川トンネル
- くぬぎトンネル
- けやきトンネル
- 余市ケ平トンネル
- 大倉トンネル
- 瀧海大橋
- 男滝橋
- 麓山トンネル
- ちゅうかトンネル
- 片倉大橋

高津戸工区（双葉郡富岡町）
富岡町大字上手岡 - 大字大宮をバイパスする延長2.0 kmの区間。ふくしま復興再生道路として2016年度（平成28年度）に着手した。

### 道路施設

#### トンネル
八反田トンネル
矢大臣山トンネル
割山トンネル
- 全長：826.0 m
- 幅員：6.5（9.0） m
- 有効高：4.7 m
- 工法：NATM（上部半断面先進ベンチカット工法）
- 竣工：1996年（平成8年）1月
- 施工：田中・庄司・双葉特定建設工事共同企業体[26]

双葉郡川内村下川内字田ノ入に位置する。当トンネルの北側に位置する従来の割山峠を超える急カーブ・急勾配が続く区間をバイパスするため、峠の手前で当時接続していた福島県道250号下川内竜田停車場線の山越え区間を線形改良し当県道に編入する形で緊急地方道整備および地方特定道路整備事業により1988年度（昭和63年度）より建設された。1990年（平成2年）2月28日に着工し、1994年（平成6年）3月10日に貫通、1997年（平成9年）4月15日に開通した。総工費は21億7000万円。
以後、峠を抜けた後の地点で県道250号が分岐することになるが、木戸ダム建設に伴い県道250号のルートが変更され、当区間とは現在接続していない。
鍋倉トンネル
- 全長：306.6 m
- 幅員：6.0（9.0） m
- 有効高：4.7 m
- 工法：NATM（補助ベンチ付全断面工法・上半先進ベンチカット工法）
- 施工：田中・日本国土開発特定建設工事共同企業体

双葉郡川内村下川内に位置する。五枚沢1工区の整備に伴い、電源立地促進事業として2013年度（平成25年度）より建設された。2015年（平成27年）1月29日に起工され、9月16日に貫通、2016年（平成28年）6月20日に工区一部開通に伴い供用開始された。総工費は9億3800万円。
滝川トンネル
- 全長：702.0 m
- 幅員：6.5（9.0） m
- 有効高：4.7 m
- NATM（補助ベンチ付全断面掘削工法・ショートベンチカット工法）
- 竣工：2002年（平成14年）3月
- 施工：田中建設・双葉工業特定建設工事共同企業体[29]

双葉郡富岡町上手岡字坂ノ上に位置する。滝川工区の整備に伴い福島県相双建設事務所による道路改築事業により1999年（平成11年）11月9日に仮称1号トンネルとして起工され、2001年（平成13年）11月22日に貫通、2002年（平成14年）4月24日に工区開通に伴い供用が開始された。総工費は12億4500万円。
くぬぎトンネル
- 全長：97.0 m
- 幅員：6.5（9.0） m
- 有効高：4.7 m
- 工法：NATM（ショートベンチカット工法）
- 竣工：1995年（平成7年）3月
- 施工：田中建設[30]

双葉郡富岡町上手岡に位置する。滝川ダム建設に伴う付替えのための滝川工区整備に伴い、福島県農林水産部富岡用水改良事務所による県営かんがい排水事業として1993年度（平成5年度）より建設された。事業化時の名称は2号トンネル。1994年（平成6年）6月に起工され、11月30日に貫通、2002年（平成14年）4月24日に工区開通に伴い供用が開始された。総工費は4億4800万円。
けやきトンネル
- 全長：114.0 m
- 幅員：6.5（9.0） m
- 有効高：4.7 m
- 工法：NATM（ショートベンチカット工法）
- 竣工：1991年（平成3年）2月
- 施工：庄司建設工業[31]

双葉郡富岡町上手岡に位置する。滝川ダム建設に伴う付替えのための滝川工区整備に伴い、福島県農林水産部富岡用水改良事務所による県営かんがい排水事業として1989年度（平成元年度）より建設された。事業化時の名称は3号トンネル。1990年（平成2年）2月に起工され、8月31日に貫通、2002年（平成14年）4月24日に工区開通に伴い供用が開始された。総工費は3億1900万円。
与市ヶ平トンネル
- 全長：119.5 m
- 幅員：6.5（9.0） m
- 有効高：4.7 m
- 工法：NATM（ショートベンチカット工法）
- 竣工：1992年（平成4年）3月
- 施工：田中建設[32]

双葉郡富岡町上手岡に位置する。滝川ダム建設に伴う付替えのための滝川工区整備に伴い、福島県農林水産部富岡用水改良事務所による県営かんがい排水事業として1990年度（平成2年度）より建設された。事業化時の名称は4号トンネル。1990年（平成2年）11月に起工され、1991年（平成3年）10月31日に貫通、2002年（平成14年）4月24日に工区開通に伴い供用が開始された。総工費は3億7000万円。
大倉トンネル
- 全長：358.5 m
- 幅員：6.5（9.0） m
- 有効高：4.7 m
- 工法：NATM（ショートベンチカット工法）
- 竣工：1998年（平成10年）2月
- 施工：田中・東北経常建設共同企業体[33]

双葉郡富岡町上手岡に位置する。滝川ダム建設に伴う付替えのための滝川工区整備に伴い、福島県農林水産部富岡用水改良事務所による県営かんがい排水事業として1996年度（平成8年度）より建設された。事業化時の名称は5号トンネル。1996年（平成8年）7月に起工され、1997年（平成9年）6月30日に貫通、2002年（平成14年）4月24日に工区開通に伴い供用が開始された。総工費は12億2800万円。
麓山トンネル
- 全長：588.0 m
- 幅員：6.5（9.0） m
- 有効高：4.7 m
- 工法：NATM（ショートベンチカット工法・ロングベンチカット工法）
- 竣工：1992年（平成4年）8月
- 施工：庄司建設工業・田中建設・横山建設特定建設工事共同企業体[34]

双葉郡富岡町上手岡字坂ノ上に位置する。滝川ダム建設に伴う付替えのための滝川工区整備に伴い、福島県原町建設事務所による道路改築事業として1989年度（平成元年度）より建設された。事業化時の名称は6号トンネル。1990年（平成2年）3月6日に起工され、1991年（平成3年）11月7日に貫通、2002年（平成14年）4月24日に工区開通に伴い供用が開始された。総工費は10億4300万円。
ちゅうかトンネル
- 全長：131.0 m
- 幅員：6.5（9.0） m
- 有効高：4.7 m
- 工法：NATM（ショートベンチカット工法）
- 竣工：1996年（平成8年）7月
- 施工：庄司建設工業[35]

双葉郡富岡町上手岡に位置する。滝川ダム建設に伴う付替えのための滝川工区整備に伴い、福島県農林水産部富岡用水改良事務所による県営かんがい排水事業として1995年度（平成7年度）より建設された。事業化時の名称は7号トンネル。1995年（平成7年）10月に起工され、1996年（平成8年）3月25日に貫通、2002年（平成14年）4月24日に工区開通に伴い供用が開始された。総工費は12億2800万円。

#### 橋梁
こまち大橋
滝根インター橋
中谷地橋
貝谷大橋
矢大臣橋
吉間田大橋
- 全長：190.0 m
  - 主径間：34.0 m
- 型式：6径間PC連続ポステンラーメン中空床版橋
- 竣工：2014年（平成16年）11月
- 施工：ピーエス三菱[36]

いわき市川前町下桶売にて小白井川を渡る。吉間田工区整備に伴い交付金事業として建設された。総工費は8億1800万円。当橋梁と下記、上吉間田橋の銘板はいわき市立桶売中学校の生徒により揮毫された。
上吉間田橋
- 全長：23.3 m
- 幅員：6.0(8.5) m
- 型式：鋼単純非合成鈑桁橋
- 施工：矢田工業[39]
- 竣工：2013年度（平成15年度）

いわき市川前町下桶売にて小白井川を渡る。吉間田工区建設に伴い交付金事業として建設された。総工費は8200万円。
千翁橋
- 全長：33.5m
- 幅員：11.0m
- 竣工：1994年[40]

川内村上川内字大根森にて二級水系木戸川水系千翁川を渡る。
田ノ入2号橋
- 全長：23.5 m
- 幅員：6.5（9.0） m
- 形式：鋼単純鈑桁橋
- 竣工：1993年度（平成5年度）

川内村下川内に位置し、二級水系富岡川水系鍋倉川を渡る。割山峠改良の一環として建設された。総工費は8400万円。
田ノ入3号橋
- 全長：33.0 m
- 幅員：6.5（9.0） m
- 形式：単純PCポステンT桁橋
- 竣工：1994年度（平成6年度）

川内村下川内字田ノ入に位置し、二級水系富岡川水系の普通河川鍋倉川を渡る。割山峠改良の一環として建設された。総工費は1億1250万円。
田ノ入4号橋
- 全長：33.0 m
- 幅員：6.5(9.0) m
- 形式：単純PCポステンT桁橋
- 竣工：1995年（平成7年）

川内村下川内字田ノ入に位置し、二級水系富岡川水系の普通河川鍋倉川を渡る。割山峠改良の一環として建設された。
鍋倉大橋
- 全長：106.5 m
  - 主径間：38.6 m
- 幅員：6.5（9.0） m
- 形式：3径間鋼連続鈑桁橋
- 竣工：1996年（平成8年）

川内村下川内にて二級水系富岡川を渡る。割山峠改良に伴い架設された。総工費は3億300万円。
新田吾沢橋
- 全長：22.5 m

毛戸橋
- 全長：41.5 m
- 幅員：6.5（9.0） m
- 形式：鋼単純非合成鈑桁橋
- 施工：矢田工業
- 竣工：2014年度

川内村下川内にて二級水系富岡川を渡る。2010年度（平成22年度）より道路橋梁整備事業として建設された。建設途中に2011年（平成23年）3月11日に東日本大震災の影響を受けたが、当工区開通とともに供用が開始された。総工費は2億800万円。
片倉大橋
- 全長：300.0 m
- 幅員：9.0 m
- 竣工：1997年（平成9年）[42]

男滝橋
- 全長：140.0 m
  - 主径間：69.3 m
- 幅員：6.5（8.5） m
- 形式：2径間PC連続ポステン箱桁橋
- 竣工：1996年（平成8年）

滝川工区建設に伴い滝川6号橋として1993年度（平成5年度）より建設された。片持張出架設工法で建設され、建設当時福島県内での同工法では最長の張出長62.5 mを誇った。総工費は11億200万円。
瀧海大橋
- 全長：160.0 m
  - 主径間：108.0 m
- 幅員：8.5 m
- 型式：3径間鋼上路式ローゼ橋
- 竣工：2000年（平成12年）
- 施工：川田工業・日本車輌製造共同企業体[43]

川田橋
- 全長：14.33 m
- 幅員：6.5（15.0） m
- 形式：PC単純プレテンホロー桁橋
- 竣工：2003年度

富岡町大菅字川田に位置し、二級水系熊川水系堺川を渡る。常磐自動車道常磐富岡インターチェンジの開通に伴いインターから国道6号までのアクセス改善のためのバイパス整備により架橋された。橋上は2車線で供用されており、下り線側に幅員5.5 mの歩道が設置されている。総工費は1億1000万円。

## 地理

### 通過する自治体
- 田村郡
  - 小野町
- 田村市
- いわき市
- 双葉郡
  - 川内村
  - 富岡町

### 交差する道路
田村郡小野町

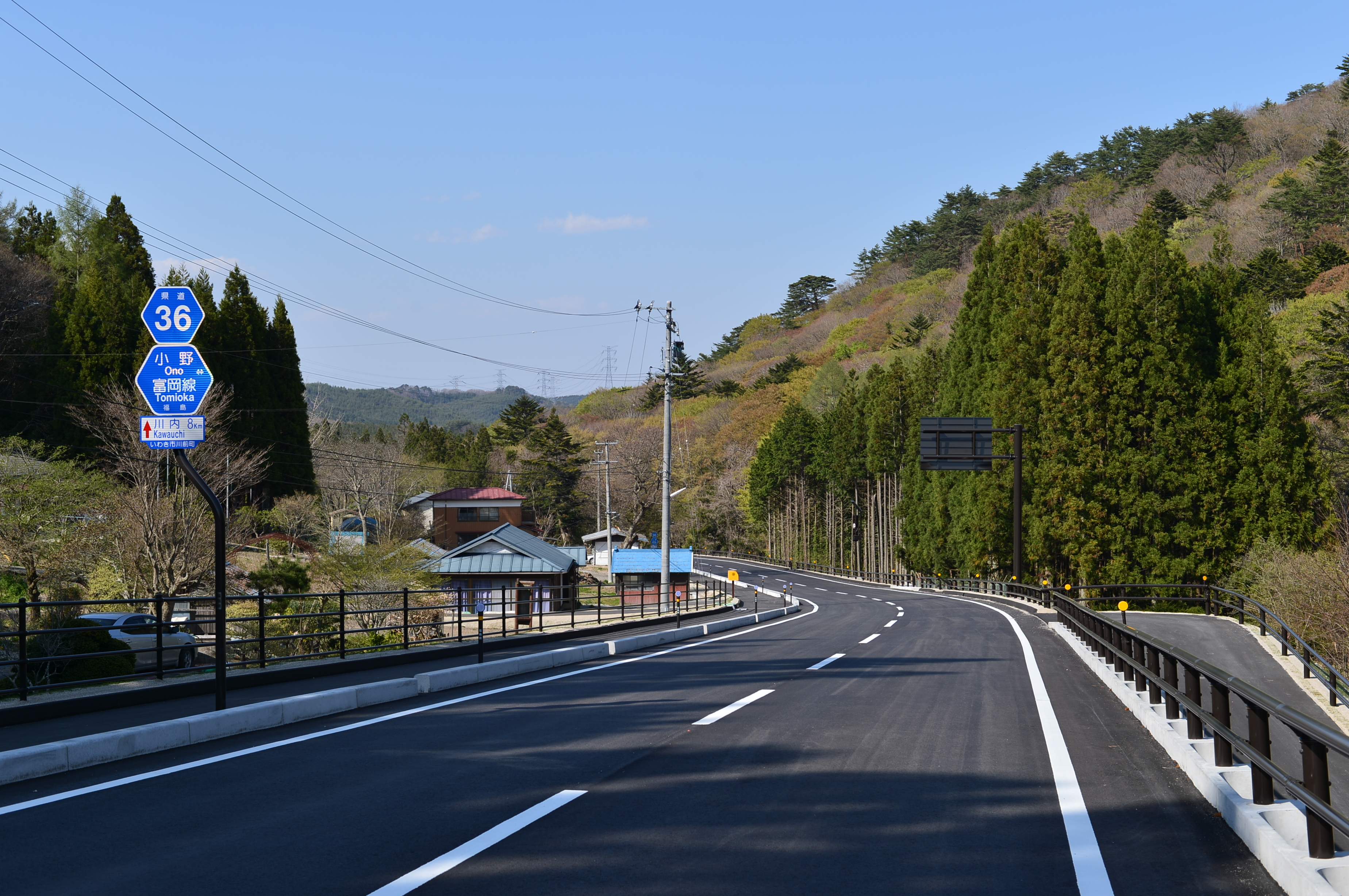
福島県道36号小野富岡線
いわき市川前町下桶売（2015年4月）

- 国道349号・福島県道13号小野田母神線（大字小野新町字宿ノ後 起点）
- 福島県道66号小名浜小野線（大字小野新町字横町）
- 福島県道65号小野郡山線・福島県道66号小名浜小野線（大字小野新町字仲町）
- 福島県道41号小野四倉線（大字小野新町字七合田）

田村市
- 福島県道19号船引大越小野線（滝根町広瀬）

いわき市
- 福島県道145号吉間田滝根線（川前町小白井字将監小屋）
- 福島県道359号神俣停車場川前線（川前町小白井字将監小屋）
- 福島県道287号上川内川前線 川前駅方面（川前町下桶売）

双葉郡川内村
- 国道399号 福島方面（上川内字町分）
- 国道399号 いわき市平方面（下川内字坂シ内）

双葉郡富岡町
- 福島県道35号いわき浪江線（福島県道112号富岡大越線重用区間）（上手岡字杉内）
- E6常磐自動車道常磐富岡IC（上手岡字後田）
- 国道6号（小良ヶ浜字市の沢 終点）

### 沿線にある施設など
- 川内村役場
- 川内郵便局
- すわの杜公園
- 荻ダム
- 滝川ダム
- JR常磐線夜ノ森駅